# Maurice Perrin
Maurice Perrin (París, 27 d'octubre de 1911 - Plaisir, 2 de gener de 1992) va ser un ciclista en pista francès, que va córrer entre 1929 i 1935.
Durant la seva carrera esportiva aconseguí més de 70 victòries, sent la més destacada la medalla d'or aconseguida als Jocs Olímpics de Los Angeles de 1932 en la prova de tàndem, formant parella amb Louis Chaillot.

## Palmarès
- 1930
  - 1r al Gran Premu Cyclo-Sport
- 1931
  - 1r al Gran Premi de Copenhaguem
  - 1r al Gran Premi d'Oslo
  - 1r al Gran Premi de Colònia
- 1932
  -  Medalla d'or als Jocs Olímpics de Los Angeles en tàndem
  - 1r al Gran Premi Cyclo-Sport